# Knyáz
A knyáz a szláv népek (pl. orosz) körében használt nemesi rang, amit magyarra nagyhercegnek, fejedelemnek vagy hercegnek fordíthatunk a konkrét országtól és korszaktól függően. A magyar kenéz szó, illetve a Kanizsa helynevek innen származnak.

## Oroszországban
A Rurik-dinasztia uralkodó tagjai kezdetben a knyaz, később I. Jaropolk kijevi nagyfejedelemtől kezdve a velikij knyaz címet viselték. 
Az újkorban a Rurik-dinasztia leszármazottai tovább viselték a knyaz címet nemesi címként, tényleges hatalom nélkül, az ő címüket magyarra hercegnek fordítjuk.